# ثاجر (نهم)

تعديل مصدري - تعديل

ثاجر هي إحدى قرى عزلة عيال غفير بمديرية نهم التابعة لمحافظة صنعاء، بلغ تعداد سكانها 697 نسمة حسب تعداد اليمن لعام 2004.